# Raketoplan Columbia
Raketoplan Columbia (uradna oznaka OV-102) je bil raketoplan, ki je bil v uporabi med letoma 1981 in 2003 kot prvi od petih raketoplanov v Nasini floti.
Ime je dobil po istoimenski ladji, ki je pod poveljstvom Roberta Graya raziskovala Tihi ocean in kot prva ameriška ladja obplula svet. Columbia se je imenoval tudi komandni modul odprave Apollo 11. Prva odprava raketoplana Columbia je bila imenovana STS-1. Šlo je za testni polet, ki je bil opravljen med 12. in 14. aprilom 1981 v skupnem trajanju 54,5 ure.
V dveh desetletjih se je ta raketoplan odpravil na 28 vesoljskih poletov. Zadnja odprava je bila imenovana STS-107 ter se je začela 16. januarja 2003 z izstrelitvijo na Kennedyjevem vesoljskem centru na Floridi. Šlo je za znanstveno oziroma raziskovalno misijo, ki ni vključevala obiska vesoljske postaje ter je imela potekati 16 dni. Končala se je 1. februarja 2003, ko je bil kratko po 9. uri zjutraj po krajevnem času načrtovan pristanek raketoplana na stezi 33 Kennedyjevega vesoljskega centra. Šestnajst minut pred načrtovanim pristankom je kontrolni center ob vstopu raketoplana v atmosfero izgubil radijsko zvezo s posadko. Kmalu zatem je bila potrjena nesreča, v kateri je raketoplan v ognju razpadel na višini okoli 63 km nad Teksasom. V kasnejši preiskavi so ugotovili, da je bil vzrok nesreče kos izolacije rezervoarja za gorivo nosilne rakete, ki je odpadel ob izstrelitvi in poškodoval sprednji rob krila. V nesreči je umrlo vseh sedem članov posadke. Med člani posadke sta bili dve ženski in prvi Izraelec v zgodovini vesoljskih poletov. To je do danes največja Nasina katastrofa po eksploziji raketoplana Challenger leta 1986, ko je prav tako umrlo vseh sedem članov posadke.
V spomin na Columbio so po njej poimenovali vesoljsko ladjo NX-02 Columbia v nanizanki Zvezdne steze: Enterprise in vrh v koloradskem gorovju Sangre de Cristo.